# Boston Naming Test

Le Boston Naming Test (BNT) mis au point en 1983 par Edith Kaplan, Harold Goodglass et Sandra Weintraub sert à mesurer la récupération de mot chez les personnes atteintes de troubles du langage et notamment d'aphasies,.
Au départ le Boston Naming Test est un subtest du Boston Diagnostic Aphasia Examination (BDAE), cette épreuve fut érigée en test neuropsychologique en 1983 lorsque les auteurs du BDAE se sont aperçus de sa validité, de son efficacité, et de sa fiabilité interne.
Le Boston Naming Test est utilisé à travers le monde, il en existe une version hispanophone,,lusophone, française, flamande, suédoise, coréenne, et japonaise.

## Passation
On présente au patient 60 images. Celui-ci a pour consignes de donner le nom de chaque image. Il faut environ 20 secondes pour répondre à chaque item. 
La difficulté des images à dénommer est progressive. Moins un objet est fréquent et plus l'item à dénommer est difficile.
À moins que le patient soit en détresse ou refuse de continuer, il doit nommer les 60 items du Boston Naming Test.
Si le patient ne parvient pas à donner la bonne réponse, l'examinateur peut donner au patient une information phonologique, à savoir le son initial du mot cible.
Les réponses sont ensuite notées, permettant ainsi une évaluation.

## Aspects neurologiques
Dénommer une image demande la mise en place de multiples processus cognitifs. Dans un premier temps, il faut une perception visuelle de l'image, puis la reconnaitre implique le lexique sémantique ensuite dénommer une image nécessite un acte moteur qui est la prononciation du mot qui convient.
L'habilité à retrouver le nom associé à l'objet nécessite l'activation des zones postéro-latérales du lobe temporal gauche ainsi que la partie antérieure du cortex temporal.
La performance au Boston Naming Test est associée à l'activation du réseau neuronal de l'hémisphère gauche et plus particulièrement celle du gyrus temporal moyen, du gyrus temporal supérieur et sa substance blanche ; l'activation se diffuserait ensuite vers la partie inférieure gauche du cortex pariétal.
D'autres études impliquant une imagerie cérébrale plus récente notamment l'imagerie de tenseur de diffusion montrent une corrélation négative forte avec la substance blanche de la partie inférieure du lobe temporal gauche et droit.
Ainsi les personnes âgées conservent de bonnes capacités de dénomination des images en utilisant les régions du la zone périsilvienne du cortex de l'hémisphère droit et les régions du milieu du cortex frontal droit en lien avec les régions du l’hémisphère gauche qui leur sont respectivement associées.
Par ailleurs, en fonction du type de mot à dénommer les zones du cerveau impliquées diffèrent. Des chercheurs ont remarqué, à l'aide des images données par une IRM, que des lésions du pole temporal gauche du cortex entravaient la dénomination des visages. De même, une lésion dans le cortex temporal antéro-inférieur empêche la dénomination des animaux. Une destruction du cortex temporo-occipito-pariétal gêne les capacités à dénommer les outils.